# 粂田力
粂田 力（くめた りき、1983年3月9日 - ）は松濤館流空手道指導者。
現在、 日本空手協会講師を務めている 。 

## 経歴
1983年3月9日、 京都府生まれ。 国士舘大学出身 。

## 競技歴
空手競技でかなりの成功を収めている。
- 第54回JKA全日本空手道選手権（2011）- 組手2位
- 第53回JKA全日本空手道選手権（2010）- 組手3位
- 第52回JKA全日本空手道選手権（2009）- 組手2位
- 第51回JKA全日本空手道選手権（2008）- 形3位